# Igor Sjavlak
Igor Sjavlak (russisk: Игорь Эдуардович Шавлак) (født 12. september 1962) er en russisk filminstruktør, skuespiller og manuskriptforfatter.

## Filmografi
- Putevoj obkhodtjik (Путевой обходчик, 2007)[1][2]